# Köröskisjenő
Köröskisjenő (románul Ineu vagy Ineu de Criș) település Romániában, Bihar megyében.

## Fekvése
Nagyváradtól keletre, a Sebes-Körös közelében, Köröskisújfalu, Mezőbottyán és Mezőszakadát közt fekvő település.

## Története
Köröskisjenő Árpád-kori település. Nevét 1214-ben Ieneu néven említette először oklevél.
1236-ban Ienev, 1256-ban Jeneo 1291-ben Jeneu, 1332-ben Jenev néven írták. Köröskisjenő (Jenő) a magyar Jenő törzsbeliek települése volt. 
1185-1203 között Jób érseké, utána pedig 1212-1221 körül Mika bihari ispán birtoka volt, akitől IV. Béla király elvette a birtokot és a Geregye nemzetségbeli Echy fia Pálnak adta, határát pedig elválasztotta a vár földjétől és a királyi udvarnokoktól és más népektől. A határjárás kiterjedt a későbbi Biharhosszúaszó, Szakadát és Kigyik falu területére is. Köröskisjenő falu a Telegdi uradalommal volt határos. A pápai tizedjegyzék adatai szerint 1332-1337 között évente 12 garas pápai tizedet fizetett. A 20. század elején Bihar vármegye Központi járásához tartozó település. 
1910-ben 1817 lakosa volt, melyből 749 magyar, 1013 román, 53 cigány volt. Ebből 32 római katolikus, 660 református, 1062 görögkeleti ortodox volt. 2002-ben 4075 lakosából 2778 román, 448 magyar, 843 roma, 5 fő pedig más nemzetiségű volt.

## Itt éltek
- Itt született 1925. január 7-én Bagdi Sándor magyar író.
- Jósa Piroska (1934-) orvos és helytörténetíró 1964-1974 között e körzetben körorvos volt.
- Olosz Lajos (Ágya, Arad megye, 1891. - †Marosvásárhely, 1977.) költő, a két világháború közötti erdélyi magyar líra kiemelkedő alakja, az egyetemes magyar irodalom avantgárd vonulatának költője a világtól elvonulva élt Kisjenőn szolgabíróként, majd ügyvédként.
- Itt született 1954. december 17-én Stanik István újságíró, szerkesztő, politikus.